# Juegos Panamericanos de 1951
Los I Juegos Panamericanos se realizaron en la ciudad de Buenos Aires, Argentina, del 25 de febrero al 9 de marzo de 1951.
Durante esta competición multideportiva, se disputaron veinte disciplinas deportivas entre 19 países durante dos semanas de competencias en recintos deportivos ubicados en la capital argentina y el Gran Buenos Aires: Campo de Mayo, Avellaneda, Tigre, entre otros. Buenos Aires había sido elegida por primera vez para organizar los Juegos Panamericanos en 1942, pero las secuelas de la Segunda Guerra Mundial continuaban en el mundo y se optó por realizarlos en 1951. 
Se esperaba en un momento que Buenos Aires albergara tanto este evento como los Juegos Olímpicos de 1956, pero esta última cita se realizó en Melbourne (Australia).

## El Fuego Panamericano

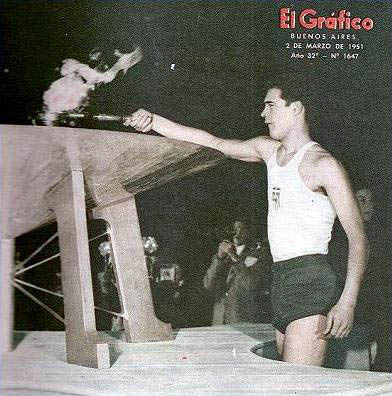
El atleta griego Aristidis Roubanis encendió el primer pebetero panamericano de la historia en Buenos Aires 1951.

El primer fuego panamericano de la historia llegó desde Olimpia, Grecia en un vuelo especial de Aerolíneas Argentinas que aterrizó en el Aeropuerto Internacional de Ezeiza pocas horas antes de la inauguración oficial de los I Juegos Panamericanos el 25 de febrero de 1951.
En los años siguientes, la antorcha panamericana sería encendida en el Cerro de la Estrella (México) entre los Juegos Panamericanos de 1955 y 1987; con la excepción de los Juegos Panamericanos de 1963, encendida en Brasilia. 
Desde 1991, el fuego panamericano es enciende en el Centro Ceremonial de Teotihuacán, México, para luego ser trasladada hasta el país en donde se lleva a cabo la respectiva edición de los Juegos.

## Sedes e instalaciones
El Colegio Militar en Campo de Mayo, a unos 20 km de Buenos Aires, se convirtió en la villa panamericana para los deportistas varones, mientras que las deportistas mujeres se alojaron en tres sedes distintas: en el Hogar de la Empleada y en dos hogares de tránsito ubicados en la ciudad. Por su parte, la delegación argentina se concentraba en Ezeiza, exceptuando al seleccionado de básquetbol que se instaló en el Centro de Educación Física en San Fernando, provincia de Buenos Aires.
El Estadio Presidente Perón (Racing Club) acogió la ceremonia inaugural y los partidos de fútbol; mientras que el Estadio Antonio Vespucio Liberti (Club Atlético River Plate), la ceremonia de clausura y las pruebas de atletismo; las piscinas del Club Universitario Buenos Aires fueron sedes de la natación, los saltos ornamentales y el waterpolo; el Estadio Luna Park albergó el boxeo y el básquetbol; el velódromo municipal acogió la competición de ciclismo; y la pista nacional de Tigre, la de remo. Además existieron otros escenarios deportivos en distintos clubes, que recibieron a otras disciplinas. 

## Deportes
El programa deportivo oficial de los juegos estuvo conformado por 20 deportes:
- Atletismo (detalles)
- Baloncesto (detalles)
- Béisbol  (detalles)
- Boxeo  (detalles)
- Ciclismo (detalles)
  -  Ciclismo en pista
  -  Ciclismo en ruta
- Equitación (detalles)
  -  Salto ecuestre
  -  Adiestramiento
  -  Concurso completo
- Esgrima  (detalles)
- Fútbol  (detalles)
- Gimnasia (detalles)
  -  Gimnasia artística
- Halterofilia  (detalles)
- Lucha (detalles)
  -  Lucha libre
- Natación (detalles)
- Pentatlón moderno  (detalles)
- Polo  (detalles)
- Remo  (detalles)
- Saltos  (detalles)
- Tenis  (detalles)
- Tiro  (detalles)
- Vela  (detalles)
- Waterpolo (detalles)

## Ceremonia inaugural

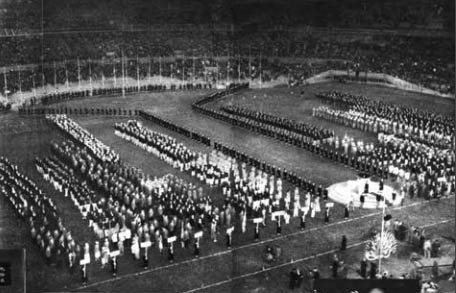
El Estadio Presidente Perón, sede de la apertura de los Juegos Panamericanos de 1951.

El acto inaugural se llevó a cabo en el Estadio Presidente Perón (Racing Club) el domingo 25 de febrero de 1951. En el palco oficial se encontraban, entre otras personalidades, el presidente de la república, Juan Domingo Perón junto con su esposa, la señora Eva Duarte. 
En la ceremonia desfilaron las 21 delegaciones americanas acompañadas por música de bandas militares. El abanderado de la delegación local fue el formidable maratonista Delfo Cabrera quien tres años antes había obtenido la medalla de oro en la maratón en los Juegos Olímpicos de Londres 1948. 
Luego, el baloncestista argentino Oscar Furlong procedió a izar la bandera olímpica y el presidente Juan Domingo Perón declaró inaugurados los I Juegos Panamericanos. Poco después, el atleta griego Aristidis Roubanis encendió el primer pebetero panamericano de la historia. 
En Buenos Aires, sería la primera vez en la historia, inclusive de los Juegos Olímpicos, que se lanzaran fuegos artificiales para finalizar una ceremonia inaugural; que pasarían a convertirse casi en un símbolo en este tipo de eventos.

## Sucesos deportivos
La pista olímpica del Estadio Antonio Vespucio Liberti recibió las pruebas atléticas de los Juegos Panamericanos pero existía un gran inconveniente: la pista poseía solo 6 andariveles entonces se tuvieron que construir los 2 carriles faltantes a base de carbonilla gruesa de 15 cm, 50% de carbonilla molida, 30% de tierra negra zarandeada y 20% de polvo de ladrillo. Esta pista luego vio brillar a las mejores estrellas de las Américas.
El cubano Rafael Fortún, se quedó con el oro en los 100 y 200 metros masculino, la peruana Julia Sánchez se quedó con los 100 metros femenino superando a la estadounidense Jean Patton que venció en los 200 m femenino. El estadounidense Malvin Whitfield que había ganado el bronce en los 400 y un oro en los 800 m masculino en los Juegos Olímpicos de Londres 1948 se llevó 3 oros, el fondista argentino Ricardo Bralo se consagró en los 5.000 y 10 000 m masculino y el colombiano Jaime Aparicio batió el récord sudamericano en los 400 m con vallas masculino.
El brasileño Adhemar Ferreira da Silva, que ya había logrado el récord mundial de salto triple con 16,01 m antes de la competencia logró en estos juegos 3 medallas de oro y comenzó una carrera extraordinaria convirtiéndolo en uno de los mejores atletas de la historia de Brasil, también el pastor protestante estadounidense Bob Richards que ya había logrado el bronce en salto con pértiga en los Juegos Olímpicos de Londres 1948, logró en Buenos Aires pasar la varilla de 4,5 m y obtuvo una cómoda victoria; al año siguiente en los Juegos Olímpicos de Helsinki 1952 lograría batir el récord mundial en la misma disciplina con 4,55 m.
Argentina tuvo también excelentes representantes, algunos de los ganadores de medallas doradas fueron: Ricardo Heber que venció en la final al estadounidense Stephens Seymour con 68,08 m y por un metro de diferencia obtuvo el primer puesto en lanzamiento de jabalina; también se destacaron Emilio Ortiz al vencer en lanzamiento de martillo, Ingeborg Mello en lanzamiento de bala y disco, Sixto Ibáñez en marcha de 50 km masculino y Estanislao Kocourek en los 110 m con vallas. 
Otros triunfos sudamericanos fueron la de la ecuatoriana Jacinta Sandiford en salto en alto de mujeres, la de la chilena Beatriz Krestschmer en salto en largo y el de su compatriota Hernán Figueroa en decatlón masculino. 
Uno de los momentos más emblemáticos de estos juegos fue la maratón que se corrió por la Avenida General Paz y otras calles de la Ciudad de Buenos Aires. Delfo Cabrera (vencedor de la maratón olímpica de los Juegos Olímpicos Londres 1948) corría con el número 209 y toda la multitud se arrinconaba por los costados de las calles para verlo. El maratonista argentino tuvo gran parte del recorrido a su lado a otro gran maratonista argentino, Reinaldo Gorno, quien en los siguientes Juegos Olímpicos de Helsinki 1952 obtendría la medalla de plata en la misma disciplina. A tan solo 10 km de la llegada, Delfo superó ampliamente al otro corredor argentino y al arribar al Estadio Antonio Vespucio Liberti el público estalló en una enorme ovación, consagrándose de esta manera como el primer ganador de la primera maratón panamericana.

## Medallero
País anfitrión sombreado.

Argentina finalizó en el primer puesto del medallero, aventajando por 22 oros a Estados Unidos. Fue la única vez que el país sudamericano finalizó en esta posición en toda la historia de los Juegos Panamericanos.
| Núm.  | País              | Oro | Plata | Bronce | Total |
| ----- | ----------------- | --- | ----- | ------ | ----- |
| 1     | Argentina         | 68  | 47    | 39     | 154   |
| 2     | Estados Unidos    | 46  | 33    | 19     | 98    |
| 3     | Cuba              | 9   | 9     | 10     | 28    |
| 4     | Chile             | 8   | 19    | 12     | 39    |
| 5     | Brasil            | 5   | 15    | 12     | 32    |
| 6     | México            | 4   | 9     | 27     | 40    |
| 7     | Perú              | 2   | 5     | 7      | 14    |
| 8     | Trinidad y Tobago | 1   | 3     | 0      | 4     |
| 9     | Ecuador           | 1   | 0     | 1      | 2     |
| 10    | Colombia          | 1   | 0     | 0      | 1     |
| 11    | Venezuela         | 0   | 1     | 1      | 2     |
| 12    | Costa Rica        | 0   | 1     | 0      | 1     |
| 13    | Jamaica           | 0   | 0     | 3      | 3     |
| 14    | Panamá            | 0   | 0     | 2      | 2     |
| 14    | Paraguay          | 0   | 0     | 2      | 2     |
| 15    | Guatemala         | 0   | 0     | 1      | 1     |
| 15    | Haití             | 0   | 0     | 1      | 1     |
| Total | Total             | 145 | 142   | 138    | 425   |